# Eragrostiella
Eragrostiella és un gènere de plantes de la subfamília de les cloridòidies, família de les poàcies, ordre de les poals, subclasse de les commelínides, classe de les liliòpsides, divisió dels magnoliofitins.

## Taxonomia
- Eragrostiella bifaria (Vahl) Bor
  -     - Eragrostiella bifaria var. bifaria
    - Eragrostiella bifaria var. secunda (Nees ex Steud.) Lazarides
    - Eragrostiella bifaria var. walkeri (Stapf) Lazarides
- Eragrostiella brachyphylla (Stapf) Bor
- Eragrostiella collettii (Stapf) Bor
- Eragrostiella coromandelina (J. König ex Rottler) Keng f. i L. Liou
- Eragrostiella leioptera (Stapf) Bor
- Eragrostiella lolioides (Hand.-Mazz.) Keng f.
- Eragrostiella nardoides (Trin.) Bor
- Eragrostiella secunda (Nees ex Steud.) Bor
- Eragrostiella walkeri (Stapf) Bor